# Уле-Карі-є-Тула-Руд
Уле-Карі-є-Тула-Руд (перс. اوله كري طولارود) — село в Ірані, у дегестані Тула-Руд, в Центральному бахші, шагрестані Талеш остану Ґілян. За даними перепису 2006 року, його населення становило 822 особи, що проживали у складі 168 сімей.